# Lijst van voetbalinterlands Oezbekistan - Turkmenistan
Deze lijst van voetbalinterlands is een overzicht van alle officiële voetbalwedstrijden tussen de nationale teams van Oezbekistan en Turkmenistan. De landen speelden tot op heden tien keer tegen elkaar. De eerste ontmoeting, een vriendschappelijke wedstrijd, werd gespeeld in Tasjkent op 11 april 1994. Het laatste duel, een kwalificatiewedstrijd voor het Wereldkampioenschap voetbal 2026, vond plaats op 6 juni 2024 in de Oezbeekse hoofdstad.

## Wedstrijden
| №  | Plaats    | Datum            | Competitie             | Wedstrijd                  | Uitslag |
| -- | --------- | ---------------- | ---------------------- | -------------------------- | ------- |
| 1  | Tasjkent  | 11 april 1994    | Vriendschappelijk      | Oezbekistan – Turkmenistan | 4 – 0   |
| 2  | Hiroshima | 11 oktober 1994  | Aziatische Spelen 1994 | Oezbekistan – Turkmenistan | 3 – 0   |
| 3  | Tasjkent  | 8 oktober 2000   | Vriendschappelijk      | Oezbekistan – Turkmenistan | 3 – 0   |
| 4  | Tasjkent  | 25 april 2001    | WK 2002 kwalificatie   | Oezbekistan – Turkmenistan | 1 – 0   |
| 5  | Amman     | 3 mei 2001       | WK 2002 kwalificatie   | Turkmenistan – Oezbekistan | 2 – 5   |
| 6  | Chongqing | 26 juli 2004     | Azië Cup 2004          | Turkmenistan – Oezbekistan | 0 – 1   |
| 7  | Dubai     | 13 januari 2019  | Azië Cup 2019          | Turkmenistan − Oezbekistan | 0 − 4   |
| 8  | Tasjkent  | 14 juni 2023     | Centraal-Azië Cup 2023 | Oezbekistan − Turkmenistan | 2 − 0   |
| 9  | Asjchabad | 16 november 2023 | WK 2026 kwalificatie   | Turkmenistan − Oezbekistan | 1 − 3   |
| 10 | Tasjkent  | 6 juni 2024      | WK 2026 kwalificatie   | Oezbekistan − Turkmenistan | 3 − 1   |

## Samenvatting
| Competitie        | Totaal gespeeld | Winst Oezbekistan | Gelijk | Winst Turkmenistan | Doelsaldo Oezbekistan – Turkmenistan |
| ----------------- | --------------- | ----------------- | ------ | ------------------ | ------------------------------------ |
| WK-kwalificatie   | 4               | 4                 | 0      | 0                  | 12 − 4                               |
| Azië Cup          | 2               | 2                 | 0      | 0                  | 5 − 0                                |
| Centraal-Azië Cup | 1               | 1                 | 0      | 0                  | 2 − 0                                |
| Aziatische Spelen | 1               | 1                 | 0      | 0                  | 3 − 0                                |
| Vriendschappelijk | 2               | 2                 | 0      | 0                  | 7 − 0                                |
| Totaal            | 10              | 10                | 0      | 0                  | 29 − 4                               |

UFF · A-internationals · Bondscoaches · Statistieken · Oezbeeks vrouwenelftal · Olympisch elftal · Oezbekistan U21 · Oezbekistan U20 · Oezbekistan U19 · Oezbekistan U18 · Oezbekistan U17
1990 – 1999 ·
2000 – 2009 ·
2010 – 2019 ·
2020 – 2029 ·
1994 · 
1995 · 
1996 · 
1997 · 
1998 · 
1999 · 
2000 · 
2001 · 
2002 · 
2003 · 
2004 · 
2005 · 
2006 · 
2007 · 
2008 · 
2009 · 
2010 · 
2011 · 
2012 · 
2013 · 
2014 ·
2015 ·
2016 ·
2017 ·
2018 ·
2019 ·
2020 ·
2021 ·
2022 ·
2023
Albanië ·
Armenië ·
Australië ·
Azerbeidzjan ·
Bahrein ·
Bangladesh ·
Bolivia ·
Bosnië en Herzegovina ·
Burkina Faso ·
Cambodja ·
Canada ·
China ·
Costa Rica ·
Estland ·
Filipijnen ·
Georgië ·
Hongkong ·
India ·
Indonesië ·
Irak ·
Iran ·
Israël ·
Japan ·
Jemen ·
Jordanië ·
Kameroen ·
Kazachstan ·
Kirgizië ·
Koeweit ·
Letland ·
Libanon ·
Malediven ·
Maleisië ·
Marokko ·
Mexico ·
Mongolië ·
Montenegro ·
Nieuw-Zeeland ·
Nigeria ·
Noord-Korea ·
Oeganda ·
Oekraïne ·
Oman ·
Palestina ·
Qatar ·
Rusland ·
Saoedi-Arabië ·
Senegal ·
Singapore ·
Slowakije ·
Sri Lanka ·
Syrië ·
Tadzjikistan ·
Taiwan ·
Thailand ·
Turkije ·
Turkmenistan ·
Uruguay ·
Venezuela ·
Verenigde Arabische Emiraten ·
Verenigde Staten ·
Vietnam ·
Wit-Rusland ·
Zuid-Korea ·
Zuid-Soedan ·
Zweden
AFFA · A-internationals · Bondscoaches · Statistieken · Turkmeens vrouwenelftal · Turkmenistan U21 · Turkmenistan U20 · Turkmenistan U19 · Turkmenistan U17
1992 – 1999 ·
2000 – 2009 ·
2010 – 2019 ·
2020 − 2029
1992 ·
1993 ·
1994 ·
1995 ·
1996 ·
1997 ·
1998 ·
1999 ·
2000 ·
2001 ·
2002 ·
2003 ·
2004 ·
2005 ·
2006 ·
2007 ·
2008 ·
2009 ·
2010 ·
2011 ·
2012 ·
2013 ·
2014 ·
2015 ·
2016 ·
2017 ·
2018 ·
2019 ·
2020 ·
2021 ·
2022
Afghanistan ·
Armenië ·
Azerbeidzjan ·
Bahrein ·
Bangladesh ·
Bhutan ·
Cambodja ·
China ·
Estland ·
Filipijnen ·
Guam ·
Hongkong ·
India ·
Indonesië ·
Irak ·
Iran ·
Japan ·
Jemen ·
Jordanië ·
Kazachstan ·
Kirgizië ·
Koeweit ·
Laos ·
Libanon ·
Litouwen ·
Malediven ·
Maleisië ·
Myanmar ·
Nepal ·
Noord-Korea ·
Oeganda ·
Oezbekistan ·
Oman ·
Pakistan ·
Palestina ·
Qatar ·
Roemenië ·
Saoedi-Arabië ·
Singapore ·
Sri Lanka ·
Syrië ·
Tadzjikistan ·
Taiwan ·
Thailand ·
Verenigde Arabische Emiraten ·
Vietnam ·
Zuid-Korea